# Aušra

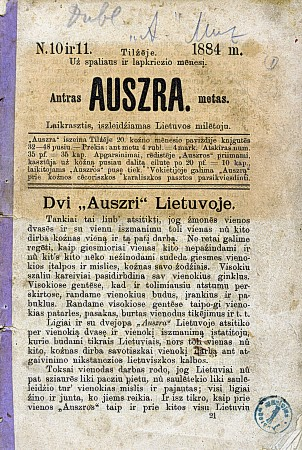
Auszra numéro 10 et 11 publiés en 1884

Aušra ou Auszra (l'aube) fut le premier journal en lituanien. Le premier numéro a été publié en 1883, à Ragnit (actuellement Neman) en Prusse-Orientale. Il fut ensuite publié à Tilsit (actuellement Sovetsk). Même si son histoire se limite à 40 exemplaires et que sa diffusion ne dépassa pas les 1,000 exemplaires, son existence constitue un événement très important dans le mouvement naissant du renouveau Lituanien qui aboutira à l'indépendance de la Lituanie après la Première Guerre mondiale.